# Michelangelo Antonioni
Michelangelo Antonioni (Ferrara, Emilia-Romaña, 29 de septiembre de 1912-Roma, Lacio, 30 de julio de 2007) fue un destacado cineasta italiano. Por la calidad de sus guiones, reelaborados tras cada filmación, y por otros escritos, se lo considera un agudo escritor de la segunda mitad del siglo XX. En los últimos años, se dedicó a la pintura, una afición juvenil que había ido recuperando en su carrera.

## Trayectoria
Antonioni nace en una familia de industriales de Ferrara, que vivía holgadamente; de todos modos, su madre había sido obrera de joven y su padre provenía de una familia humilde, aunque luchando y estudiando habían logrado una buena posición social, de la que el hijo se benefició. Sus amigos de niñez sin embargo eran gente modesta, y prefirió asimismo tratar a chicas de procedencia trabajadora; veía a todos ellos como personas más vitales.
Antes que por el cine, Antonioni se apasionó por la música y el dibujo. De joven estuvo vinculado a un grupo de creadores de Ferrara (su ciudad hasta los 27 años), que incluía al futuro novelista Giorgio Bassani, amigo suyo. Antonioni empezó a escribir críticas en 1936 en el Corriere Paduano, actividad que proseguiría en la revista Cinema. Además de seguir diversos cursos de Letras, se licenció en economía por la Universidad de Bolonia. 
Se inició en el cine como ayudante de Marcel Carné en la Guerra (como hizo antes Visconti), si bien este no lo acogió bien; pero siempre admiraría la técnica que aprendió con el cineasta clásico francés y su naturalismo negro (lo mismo en parte que Lattuada).
Marchó a Roma en 1942, donde cursó estudios en el Centro Sperimentale di Cinematografia de Cinecittà, durante tres meses, de todos modos muy importantes para él. Durante la guerra, en 1940, escribió la siguiente crítica de la película Nazi antisemita El judío Süß: «No dudamos en decir que si esto es propaganda, bienvenida sea la propaganda. Es una película potente, incisiva, extremadamente efectiva . (…) No hay un solo momento en que el film decaiga, ni un solo episodio que no esté en armonía con otro: es una película de una unidad y equilibrio perfectos (…) El episodio en el que Süß viola a la joven se ha rodado con asombrosa habilidad.»
Conoció a algunos de los artistas con los que cooperó en los años siguientes; entre ellos, figuraban Roberto Rossellini, "padre" de la escuela del neorrealismo italiano (con quien hizo un guion), y Federico Fellini, al que siempre defendió como un director excepcional.
Tras la guerra, Antonioni escribió en Italia Libera, Film d'Oggi y Film Rivista. Desde 1943 hasta casi el final de su vida, 2004, llevó a cabo una amplia carrera cinematográfica, en la que el 'neorrealismo' inicial fue modelándose y esencializándose. Por lo demás, publicó progresivamente sus guiones, retocados tras cada rodaje, que pueden leerse como piezas literarias de valía.
Por otro lado, la pintura era una afición suya de joven, cuando hizo muchos retratos (primero de familiares). Al rodar El desierto rojo, retomó los pinceles, para familiarizarse con el color, que utilizaría tan matizadamente en ese filme; y ya en los últimos años se dedicó mucho a la pintura, partiendo del mundo abstracto para llegar a pintar montañas y otros paisajes figurativos.

## Su cine hasta 1962
Su primera obra fue el documental Gente del Po, rodado en 1943; debido a la guerra, se editó solo en 1947, y una parte importante del material se perdió. Lo rodó en las orillas del Po, casi al lado de Visconti, que estaba haciendo por entonces Obsesión; era el Po de su juventud, que había sido lugar de recreo y de observación de las barcazas que recorrían el río.
En Crónica de un amor (1950), su primera película, y en La señora sin camelias (1953) (con Lucía Bosé), el director traza una densa reflexión nada complaciente sobre el mundo burgués con apariencias de simple melodrama.
Las amigas (1955), basada en una gran novela de Cesare Pavese (Entre mujeres solas) y con la destacable actuación de Eleonora Rossi Drago, empieza a conformar el estilo característico de su director; trasciende una historia personal de por sí atractiva para experimentar con temáticas sociales, y hace aparecer expresivos estilos personales de narrar y encuadrar. Su discurso tiene varias lecturas; no le gustaba que compararan la película con Pavese, pero su discurso moral era paralelo. Consideraba luego Antonioni que debería haber podido rodar de nuevo un tercio de ella. En todo caso, sigue siendo una pieza magnífica.
En una ocasión, Antonioni dio claramente la visión de lo burgués a través del punto de vista del mundo obrero: se trata de El grito, de 1957 (con Steve Cochran y Alida Valli). Y no solo supone su primera obra maestra, sino también el antecedente directo del tema de la incomunicación humana, o mejor del aislamiento, que tanto obsesionó al director en su famosa trilogía. A través de las vicisitudes de un héroe desasistido y errante, habla de la Italia del momento. Ese filme de Antonioni refleja con exactitud su personalidad y estilo, tal como se desarrollará en el futuro.
La década de 1960 fue el momento del reconocimiento internacional del director y de su encuentro profesional con Monica Vitti, que conoció al rodar El grito, cuando ella tenía 23 años, y era conocida en papeles dramáticos (Shakespeare, Brecht) y sobre todo cómicos (Molière, Ionesco).

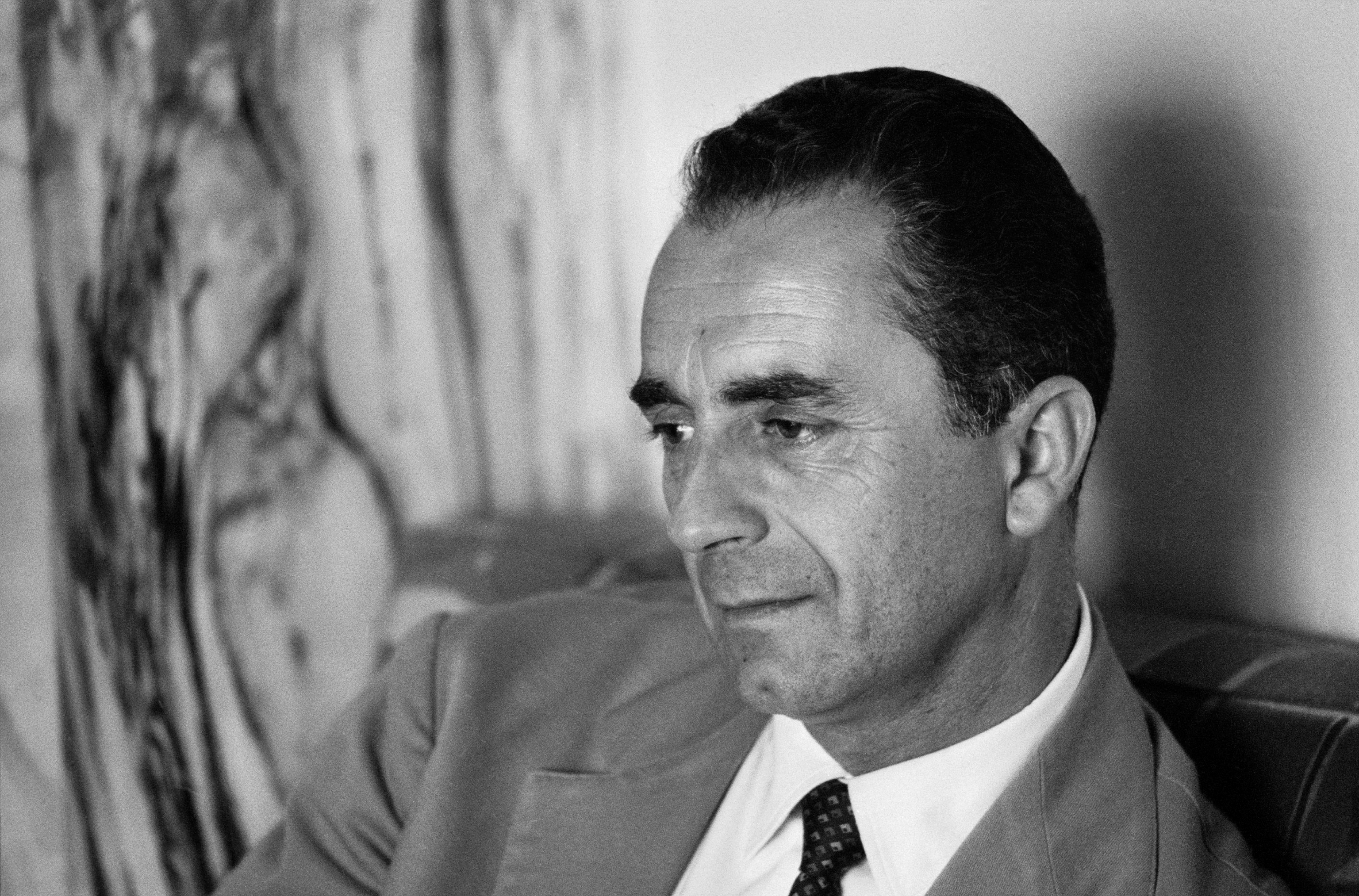
Michelangelo Antonioni, 1961.

Hubo un inicial fracaso de La aventura, 1960, dado el rechazo de parte del público; pero la crítica destacó la película y por añadidura 35 intelectuales, entre ellos Roberto Rossellini y André Bazin, escribieron un manifiesto de solidaridad con el autor que se publica en el Boletín del Festival de Cannes. Este filme hermoso era amargo y a menudo doloroso, reconocía Antonioni: se trata de la busca de una mujer desaparecida en una isla de Sicilia por parte de sus amigos; todos están asustados, y finalmente no hay respuestas sobre su destino, y el relato se extiende por las peripecias de otros personajes.
Para él, Monica Vitti era una de las actrices de más talento que había conocido, alguien "increíblemente móvil" y original en la interpretación. Estuvo con ella ocho años vinculado sentimentalmente, e hicieron cuatro películas de renombre. 
En La noche (1961), describe la separación mental de una pareja casada de burgueses, Marcello Mastroianni y Jeanne Moreau, en Milán (se abre la película con el rascacielos de Pirelli); la acción se desarrolla en un tiempo muy breve (medio fin de semana), y en ella aparecen Mastroianni y el guionista y escritor Ennio Flaiano, en una escena que se ha comparado con La dolce vita, pero solo hay en común la desesperación, además de su alta calidad. En ese momento, Arbasino y Moravia señalaron la excesiva negatividad del protagonista, el escritor ficticio Pontano.
En El eclipse (1962), Antonioni muestra a Monica Vitti que había creído amar a un joven dedicado a las finanzas y sumamente egoísta; la historia acaba en una separación, que está mostrada con paisajes y objetos desolados. Las sobresalientes y extensas escenas de la Bolsa de Roma, con su agitación y bullicio, son irrepetibles; para hacerlas, estuvo el autor una veintena de días de visita y recurrió en la película a operadores, banqueros y agentes.
Tanto La noche como El eclipse fascinaron a toda Europa y cruzaron sus fronteras. Los críticos dicen que con estas dos películas se cierra el tríptico citado, iniciado por La aventura, pero Antonioni niega esa etiqueta, y en todo caso incluye El desierto rojo en una problemática común. Entre 1955 y 1965, Antonioni y Fellini se pusieron en la primera línea del cine mundial.

## El desierto rojo, un nuevo giro

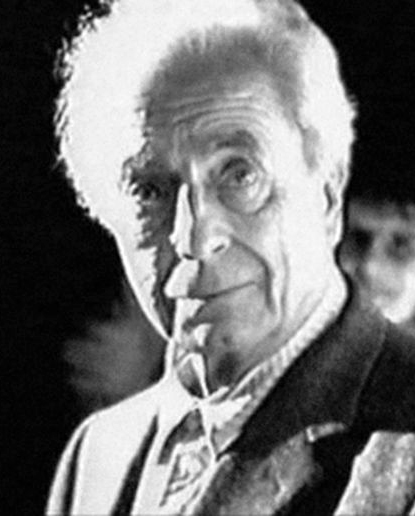
Esta es una parte de una fotografía de Michelangelo Antonioni en el estreno de Más allá de las nubes el 29 de octubre de 1995.

En 1964, llegó su primer filme en color y, para algunos (en absoluto para todos), el declive inicial de su prestigio, con El desierto rojo. Es una película visualmente bella y muy abstracta, con Monica Vitti de nuevo, de un modo casi exclusivo, que se halla en una situación psicológica frágil e indecisa, y que analiza sobre determinados paisajes inertes. Como dijo en 1964 el propio Antonioni: "Es mi película menos autobiográfica; he contado una historia como si la viese como ocurría bajo mis ojos; si hay algo autobiográfico es el color; los colores me han entusiasmado siempre".
Una de sus obras más célebres y brillantes fue Blow-Up, deseo de una mañana de verano; estaba basada en un relato corto de Julio Cortázar y ambientada en el Londres de artistas y publicistas que formaban parte del movimiento Pop; versaba sobre la peripecia de un fotógrafo que descubría un asesinato a través de sus fotografías, pero no podía finalmente demostrar su hallazgo. Una vez más, Antonioni trataba de recrear la realidad y su violencia de una forma abstracta, aunque él es a la vez reflexivo e intuitivo. Pese a su gran éxito, la carrera tardía de Antonioni padeció cierta irregularidad artística y una especie de bloqueo creativo, siempre superada, al luchar hasta el final y lograr nuevas perspectivas. 
De la última etapa del realizador, destacan varias obras. Zabriskie Point, rodada en Estados Unidos, trata de la juventud disconforme con el modo de vida más capitalista, y que se vuelve marginal; es un filme sobre la fuga de dos jóvenes; los paisajes son impresionantes, pero el punto de vista del autor es a veces muy visible, así como lo es alguna metáfora sobre el mundo soñado por ellos. Chung Kuo (1972), revelador trabajo documental sobre la China del momento, que fue mal aceptada por los dirigentes políticos, si bien tuvieron siempre un representante en el rodaje. Mostraba un paisaje humano diferente del europeo, pero muy concreto y moderno, no mítico.
El reportero (o El pasajero), hecha en 1975 con Jack Nicholson y Maria Schneider, resulta ser una experiencia interesante sobre el aislamiento y la despersonalización; en un viaje del protagonista, que va de África a España finalmente, se ven las consecuencias de haberse cambiado el pasaporte con el de un hombre muerto, hallado ocasionalmente; el montaje del filme además fue muy manipulado en su versión americana (y para el autor solo vale el montaje europeo).
En 1980, rodó El misterio Oberwald, un drama jugoso y original, de tintes oscuros, ultrarrománticos, basado en El águila de dos cabezas, una pieza melodramática de Jean Cocteau y situado en 1903. Es una obra hecha digitalmente, en la que Antonioni jugó creativamente con la nueva técnica (supuso que tendría tanto futuro que sustituiría a la película tradicional), lo cual le permitía probar de continuo con el color. La cinta no deja de tener un aire de actualidad, pese al argumento de Cocteau: un joven entra a matar una noche tormentosa a la reina, rodeada de una corte llena de complots. Ella se enamora de él y lo protege, hasta desencadenarse el drama. Antonioni lo narra con distancia, pero experimenta "un sentimiento de ligereza ante estos acontecimientos desprovistos de la complejidad de lo real".
En Identificación de una mujer, de 1983, no logró cuajar. En 1985, sufrió un accidente vascular que lo dejó paralizado en parte. Sin embargo, fue capaz de proseguir, y en la década de 1990 trabajó en proyectos ambiciosos más o menos logrados: Más allá de las nubes (1995) y Eros (2004).
Antonioni falleció el 30 de julio de 2007, el mismo día que el cineasta sueco Ingmar Bergman.

## Balance
Antonioni figuró en sus inicios como neorrealista, e hizo documentales y filmes en esa línea que pronto fue distorsionándose ese movimiento. Pero suele decirse que si en su contemporáneo y admirado Federico Fellini, las primeras obras giraban en torno a los inadaptados sociales, en las películas más representativas de Antonioni en su primera etapa —menos en El grito—, se basaron en varias capas de las burguesías urbanas (con un entorno social que apenas entienden), y sus momentos críticos. Con todo, en todas sus películas aparecen como trasfondo, por algún momento, gente que está ocupada en su empleo, gente trabajadora, y que hace de contraste o de complemento con el protagonista.
Se describió como antifascista, y, en algunos momentos, como "marxista intelectual", según las ideas que dominaban en sus años de juventud, y en sus amigos de la Resistencia. Por lo demás, es evidente su afirmación, siempre matizada, de la determinación social en las conductas extrañas de sus personajes y asimismo lo es su concepción de la responsabilidad del cineasta en la sociedad.
En todo caso, Antonioni enriqueció el neorrealismo estudiando otras clases sociales, a lo que se añade su ritmo angustiado, su agudeza implacable y un distanciamiento narrativo que comprende a sus personajes. El mundo burgués fue el núcleo indudable de sus filmes, como él resaltó siempre en sus declaraciones.
En la mayoría de las películas suyas aparece un situación crítica individual visible en el entorno pero personalizada casi siempre en una mujer, que decía conocer mucho mejor. Pero, como decía él, "no es el ambiente el que engendra la crisis; se limita a hacerla estallar". Y en otra ocasión señaló: "La palabra 'alienación' no la he inventado yo, forma parte del bagaje europeo desde Marx hasta Adorno. Expresa un fenómeno real, un problema concreto de la humanidad, que probablemente se ha agudizado en los últimos años".
Comentó Antonioni su admiración por Ingmar Bergman, cineasta que se centraba como él en los individuos, pero indicando que ambos estaban muy alejados en sus formas. Su obra es tanto documentalista como narrativa, aún en la ficción, hasta un extremo muy renovador.
Desde el punto de vista de la fuerza de sus imágenes —que es tan decisiva en sus películas—, no debe olvidarse su gusto temprano por los filmes de Griffith, Eisenstein, Murnau, Renoir o Dreyer, con poderosos acercamientos a las caras y a los ambientes.
Antonioni fue muy estimado en Italia, y no solo por especialistas: Umberto Eco escribió sobre él en Obra abierta; lo destacó no sin polemizar el crítico Guido Aristarco y, recientemente, la gran monografía del historiador del cine Aldo Tassone (I film di Michelangelo Antonioni, 2002; mejor libro extranjero sobre cine en Francia, al traducirlo), hace ver con su documentada visión —basada además en un evidente conocimiento personal— que su cine ni es intransitable ni es glacial. 
Además fue admirado en todo el mundo, y especialmente en Japón y en Francia: fue entrevistado notablemente por Jean-Luc Godard, y Roland Barthes escribió un artículo sobre él en 1980, Querido Antonioni, que el cineasta agradeció.
Para muchos el mayor logro de Antonioni fue describir a la perfección el amor como tragedia humana y conseguir que todo el mundo se identifique de una u otra manera con sus personajes. En este sentido se adelanta no solo a muchos cineastas sino a escritores y a toda una época artística y cultural en Europa.

## Filmografía
- Gente del Po (1943), documental.
- Crónica de un amor (Cronaca di un amore)' (1945)'.
- Roma-Montevideo (1948).
- Tras el olvido (Oltre l'oblio) (1948)
- Limpieza (de basura) urbana (Nettezza urbana) (1948), documental.
- La amorosa mentira (L'Amorosa menzogna) (1949), documental.
- Muchachas de blanco (Ragazze in bianco) (1949)
- Siete cañas, un vestido (Sette canne, un vestito) (1949), documental
- Superstición (Superstizione, non ci credo) (1949)
- El caserón de los monstruos (La Villa dei mostri) (1950), documental sobre Bomarzo
- El funicular del (monte) Faloria (La Funivia del faloria) (1950)
- L'Amore in città (1953), Amor en la ciudad: el segmento "Tentato suicido"/"Suicidio intentado") , cortometraje.
- I Vinti (1953), Los vencidos.
- La señora sin camelias (La signora senza camelie) (1953)
- Las amigas (Le Amiche) (1955), basada en Cesare Pavese.
- El grito (Il Grido) (1957)
- Bajo el signo de Roma (Nel segno di Roma) (1959) (sin créditos)
- La aventura (L'Avventura) (1960)
- La noche (La Notte) (1961)
- El eclipse (L'Eclisse) (1962)
- El desierto rojo (Il Deserto rosso) (1964)
- I tre volti, (1965) (segmento "Il provino"/La pruebita) tcc Las tres caras o Tres perfiles de mujer (España).
- Blow-up (1966), basada en el relato "Las babas del diablo", de Julio Cortázar.
- Zabriskie Point (1970), con música de Pink Floyd.
- Chung Kuo - Cina (1972), Chung Kuo - La China.
- El reportero (Professione: reporter) (1975)
- Sufra o muera (Suffer or Die) (1979)
- El misterio de Oberwald (Il Mistero di Oberwald) (1981), basada en un relato de Jean Cocteau.
- Identificación de una mujer (Identificazione di una donna) (1982)
- Kumbha Mela (1989).
- 12 directores para 12 ciudades (12 registi per 12 città) (1989),el corto "Roma".
- Noto, Mandorli, Vulcano, Stromboli, Carnevale (1993).
- Al di là delle nuvole (1995), Más allá de las nubes, codirigida con Wim Wenders.
- Lo sguardo di Michelangelo, (2004) La mirada de Michelangelo, cortometraje sobre el Moisés de Miguel Ángel mirado por el cineasta.
- Eros (2004) (el fragmento llamado "Il filo pericoloso delle cose"/El hilo peligroso de las cosas).

## Premios y distinciones
Premios Óscar
| Año  | Categoría                        | Película         | Resultado |
| ---- | -------------------------------- | ---------------- | --------- |
| 1967 | Mejor Director                   | Blow Up          | Nominado  |
| 1967 | Mejor argumento y guion original | Blow Up          | Nominado  |
| 1995 | Óscar Honorífico                 | Óscar Honorífico | Ganador   |

Festival Internacional de Cine de Berlín
| Año  | Categoría       | Película | Resultado |
| ---- | --------------- | -------- | --------- |
| 1961 | Oso de Oro      | La noche | Ganador   |
| 1961 | Premio FIPRESCI | La noche | Ganador   |

Festival Internacional de Cine de Cannes
| Año  | Categoría              | Película    | Resultado |
| ---- | ---------------------- | ----------- | --------- |
| 1960 | Gran Premio del Jurado | La aventura | Ganador   |
| 1962 | Gran Premio del Jurado | El eclipse  | Ganador   |
| 1967 | Palma de Oro           | Blow Up     | Ganador   |

Festival Internacional de Cine de Venecia
| Año  | Categoría                        | Película                | Resultado |
| ---- | -------------------------------- | ----------------------- | --------- |
| 1955 | León de Plata                    | Las amigas              | Ganador   |
| 1964 | León de Oro                      | El desierto rojo        | Ganador   |
| 1964 | Premio New Cinema-Mejor película | El desierto rojo        | Ganador   |
| 1964 | Premio FIPRESCI                  | El desierto rojo        | Ganador   |
| 1980 | Premio AGIS                      | El misterio de Oberwald | Ganador   |
| 1983 | León de Oro a la trayectoria     | -                       | Ganador   |
| 1995 | Premio FIPRESCI                  | Más allá de las nubes   | Ganador   |
| 1998 | Premio Pietro Bianchi            | -                       | Ganador   |

- Caballero Gran Cruz de la Orden al Mérito de la República Italiana (Roma, 18 de noviembre de 1992).[45]
- Medalla de Oro al Mérito de la Cultura y las Artes (Roma, 13 de enero de 1997.[45]